# Довгаль, Павел Николаевич
Павел Николаевич Довгаль (бел. Павел Мікалаевіч Доўгаль, 22 декабря 1975, Минск, СССР) — белорусский спортсмен по современному пятиборью, бронзовый призёр Олимпийских игр. Заслуженный мастер спорта Белоруссии.

## Биография
Павел Довгаль родился 22 декабря 1975 года в Минске. В пятиборье пришел из плавания, где специализировался на дистанциях 400 и 1500 метров вольным стилем. Павел Довгаль представлял свою страну на Олимпийских играх 2000 года, в котором выиграл бронзовую медаль. За время своей карьеры, он добился следующих результатов, в чемпионате мира по современному пятиборью получил серебро в Софии 1997 и Серебро в Будапеште 1999. В чемпионате Европы по современному пятиборью получил бронзу в Упсале 1998 и в Джонкове 1999, и серебро в Софии 2001, и также дважды получал серебро Усти-над-Лабем в 2002 и 2003 году.
Ушел из спорта после проблем с ахилловым сухожилием.

## Личная жизнь
Жена мастер спорта СССР. Дочь Дарья мастер спорта.